# Avương
Avương là một xã thuộc thành phố Đà Nẵng, Việt Nam.
Xã Avương có diện tích 150,20 km², dân số năm 2019 là 2.000 người, mật độ dân số đạt 13 người/km².